# 池澤理美
池澤理美（池沢理美，1962年3月18日—），是日本漫畫家，出身東京都。

## 經歷
1984年以〈ガラスの波にささやいて〉得到第27屆フレンドなかよし新人漫畫賞的佳作而出道。
2000年以《變身小辣妹》獲得第24屆講談社漫畫賞少女向部門賞。

## 相關人物
池澤的丈夫是搖滾樂隊THE GOOD-BYE的貝斯手加賀八郎。
漫畫家多田薰是池澤的好友，池澤即是《惡作劇之吻》當中角色「石川里美（高宮里美）」的人物原型，但本人外表跟該角色不像。